# Список керівників держав 1592 року
Список керівників держав 1592 року — це перелік правителів країн світу 1592 року.
Список керівників держав 1591 року — 1592 рік — Список керівників держав 1593 року — Список керівників держав за роками

## Європа
- Англія
  - Король Англії — Єлизавета I (1558—1603)
- Балканський півострів
  - Князь-єпископство Чорногорія — Никанор та Стефан (1591—1593)
- Балтія
  - Герцогство Курляндії і Семигалії — Фрідріх Кеттлер (1587—1595)
  - Шведська Естляндія — Ерік Габріельссон Оксенстієрна (1590—1592); Горан Бойє (1592—1600)
- Ірландія
  - Десмонд — Домналл Мак Карті (1558—1596)
  - Тір Еогайн — Тойрделбах Луйнех мак Нейлл Хонналайг майк Айрт Ойг О'Нейлл (1567—1593)
- Італія
  - Венеційська республіка — дож Паскуале Чіконья (1585—1595)
  - Гуастальське графство — Ферранте II Гонзага (1575—1630)
  - Мантуанське герцогство — герцог Вінченцо I Гонзага (1587—1612)
  - Мірандола (герцогство) (Ducato della Mirandola) — Галеотто III Піко делла Мірандола (1568—1597; з братом)
  - Герцогство Масси і Каррари — Альберіко I Чібо-Маласпіна (1553—1623)
  - Герцогство Модени і Реджо — Альфонсо II д'Есте (1559—1597)
  - Монферратське герцогство — Вінченцо I Гонзага (1587—1612)
  - Герцогство Парми та П'яченци — Алессандро Фарнезе (1586—1592); Рануччо I Фарнезе (1592—1622)
  - Неаполітанське королівство — Філіп I (1558—1598)
  - Сардинське королівство — Філіп II (1556—1598)
  - Сицилійське королівство — Філіп II (1556—1598)
  - Сорське герцогство — Джакомо Бонкомпаньї (1579—1612)
  - Велике герцогство Тосканське — Фердинандо I Медічі (1589—1609)
  - Принц-єпископство Тренто — Людовіко Мадруццо (1567—1600)
  - Урбіно (герцогство) — Франческо Марія II делла Ровере (1574—1625)
  - Феррарська сеньйорія — Альфонсо II д'Есте (1559—1597)
  - Маркграфство Фінале — Алессандро дель Карретто (1583—1596)
- Кавказ
  - Абхазьке князівство — Путу Шарвашидзе (1580—1620)
  - Арагві (еріставство) (არაგვის საერისთავო) — Автанділ I (1580—1600)
  - Кабарда — Кайтук Кайтуков (1589—1609)
  - Картлі — Симон I (1578—1600)
  - Гурійське князівство — Георгій II Гурієлі (1587—1600)
  - Самцхе-Саатабаго — османська влада до 1607
  - Кахетинське царство — Олександр II (1574—1603)
  - Мегрельське князівство — Манучар I Дадіані (1590—1611)
  - Тюменське ханство (Кавказ) — Султанай (1581—1594)
- Німеччина
  - Герцогство Австрія — Рудольф II (1576—1608)
  - Князівство Ангальт — Ангальт-Цербст (князівство) — Йоганн Георг I (1586—1603); Ангальт-Дессау — Йоганн Георг I (1586—1603); Ангальт-Кетен — до 1603 — приєднано до Ангальт-Цербст
  - Ансбах (князівство) — Георг Фрідріх (1543—1603)
  - Баварія (герцогство) — Вільгельм V (1579—1597)
  - Баден-Баден (маркграфство) — Едуард Фортунат (1588—1600)
  - Байройт (князівство) — Георг Фрідріх (1553—1603)
  - Берг (герцогство) — Вільгельм (1539—1592); Йоганн Вільгельм (1592—1609)
  - Берхтесгаден (пробство) — Якоб ІІ Путріх (1567—1594)
  - Маркграфство Бранденбург — курфюрст Йоган II Георг (1571—1598)
  - Герцогство Брауншвейг-Люнебург — Вільгельм ІІ Молодий (1559—1592); Ернест ІІ (1592—1611)
  - Брауншвейг-Вольфенбюттель — Генріх Юлій (1589—1613)
  - Принц-єпископство Бріксен — Андреас Австрійський (1591—1600)
  - Вадуц (графство) — Рудольф VII (1572—1611)
  - Вюртемберг (герцогство) — Людвіг (1568—1593)
  - Вюрцбург (принц-єпископство) — Юліус Ехтер фон Меспельбрунн (1573—1617)
  - Гессен-Дармштадт — Георг I (1567—1596)
  - Гессен-Кассель — Вільгельм IV (1567—1592); Моріц (1592—1627)
  - Гессен-Марбург — Людвіг IV (1567—1604)
  - Принц-єпископство Гільдесгайм — Ернст (1573—1612)
  - Гогенцоллерн-Гехінген — Ейтель Фрідріх IV Гогенцоллерн-Гехінген (1576—1605)
  - Гогенцоллерн-Зігмарінгенське князівство — Карл II Гогенцоллерн-Зігмарінген (1576—1606)
  - Гогенцоллерн-Хайгерлох — Крістоф Гогенцоллерн-Хайгерлох (1576—1592); Йоганн Крістоф Гогенцоллерн-Хайгерлох (1592—1620)
  - Гольштейн-Піннеберг — Адольф XI з братом (1560—1601)
  - Архієпископ Зальцбургу — Вольф Дитріх фон Райтенау (1587—1612)
  - Пфальц-Цвайбрюккен — Йоганн I (1569—1604)
  - Каммін (єпископство) — Казимир VII (1574—1602)
  - Герцогство Каринтія — Фердинанд II (1590—1637)
  - Кельнське курфюрство — Ернст (1583—1612)
  - Кенігсегг (Königsegg) — барон Марквард IV і Георг II (1567—1622)
  - Клеве (герцогство) — Вільгельм (1539—1592); Йоганн Вільгельм (1592—1609)
  - Констанц (князівство-єпископство) — Андреас Австрійський (1589—1600)
  - Курпфальц — Фрідріх IV (1583—1610)
  - Ліппе-Детмольд — Симон VI (1563—1613)
  - Любекське князівство-єпископство — Йоганн Адольф (1589—1607)
  - Архієпископ Майнца Вольфганаг фон Дальберг (1582—1601)
  - Марк (графство) — Вільгельм (1539—1592); Йоганн Вільгельм (1592—1609)
  - Мекленбург-Гюстров — Ульріх Мекленбурзький (1555—1603)
  - Мекленбург-Шверін — Йоганн VII Мекленбурзький (1576—1592); Адольф Фрідріх I Мекленбурзький (1592—1658)
  - Нассау-Саарбрюккен — граф Філіп IV (1574—1602)
  - Графство Ольденбург — Йоганн VII (1573—1603)
  - Пруссія (герцогство) — Альбрехт-Фрідріх (1568—1618)
  - Пфальц-Зульцбах — Отто Генріх (1569—1604)
  - графство Рітберг — Сабіна Катаріна (1586—1618)
  - Саксен-Веймар — Фрідріх Вільгельм I (1573—1602)
  - Саксен-Лауенбург — Франц II (1588—1619)
  - граф Тіролю — Фердинанд II (1564—1595)
  - Фельденц (графство) — Георг Йоганн I фон Пфальц-Фельденц (1569—1592); Георг Густав (1592—1634)
  - Герцогство Штирія — Фердинанд II (1590—1637)
  - Юліх-Клеве-Берг — герцог Вільгельм (1539—1592); Йоганн Вільгельм (1592—1609)
- Піренейський півострів
  - Португальське королівство — король Філіп II (1581—1598)
  - Наваррське королівство — Генріх III (1572—1610)
- Польща — Сигізмунд III Ваза (1587—1632)
  - Берутувське князівство — до 1604 у володінні родини фон Шиндель
  - Бжезьке князівство — Барбара Бранденбурзька (1586—1595)
  - Олесницьке князівство — Карл II Мюнстерберзький (1565—1617)
  - Легницьке князівство — Фрідріх IV Легницький (1576—1596)
  - Тешинське герцогство — Адам-Вацлав Цешинський (1579—1617)
- Московське царство — Федір I Іванович (1584—1598)
- Румунія; Молдова
  - Волощина — господар Стефан I Глухий (1591—1592); Олександр III Злий (1592—1593)
  - Молдавське князівство — Арон Тиран (1591—1592); Петру VII Козак (1592); Арон Тиран (1592—1595)
  - Трансильванське князівство — Жигмонд Баторі (1586—1599)
- Скандинавія
  - король Данії — Кристіан IV (1588—1648)
  - Король Норвегії — Кристіан IV (1588—1648)
  - Швеція — Юган III (1569—1592); Сигізмунд III Ваза (1592—1599)
- Угорське князівство — король Рудольф II (1576—1608)
- Україна —
  - Кримське ханство — Гази II Ґерай (1588—1596)
- Французьке королівство — Генріх IV (1589—1610)
  - Барське герцогство — Карл III (1545—1608)
  - Голландія — Філіп II (1581—1598)
  - Люксембург (герцогство) — Філіп II (1556—1598)
  - Льєзьке єпископство — Ернст (1581—1612)
  - Монбельярське графство — Фрідріх I (1558—1608)
  - Монако — Еркюль (1589—1604)
  - Оранське князівство — Моріц Оранський (1584—1625)
  - Савойське герцогство — Карл Еммануїл I (1580—1630)
  - Фуаське графство — Генріх IV (1562—1610)
- Король Богемії (Чехія) — Рудольф II (1576—1608)
- Шотландія
  - Король Шотландії — Яків I (1567—1625)
- Святий Престол; Папська держава — папа римський — Климент VIII (1592—1605)
- Вселенський патріарх — Єремія II Транос (1587—1595)

## Азія
- Близький Схід
  - Рамазаногуллари — Мехмед Ібрагім (1586—1605)
  - Османська імперія — Мурад III (1574—1595)
  - Шаріфат Мекки — Аль-Хасан III (1566—1583; 1583—1601)
    - Ємен (еялет) — Гасан Паша (1580—1604)
    - Лахса (еялет) — Ахмед Паша (1590—1595)
- Персія; Середня Азія
  - Сефевідський Іран — Аббас I Великий (1587—1628)
    - Карабаське беклярбекство — османська влада до 1606
- Індія і Шрі-Ланка
  - Аділ-шахи — Ібрагім Аділ-шах II (1580—1627)
  - Ахмеднагарський султанат — Бурхан Нізам-шах II (1591—1595)
  - Ахом — Сукхаамфа (1552—1603)
  - Бідарський султанат — Амір Барід-шах II (1591—1601)
  - Віджаянагарська імперія — Венкатапаті II Аравіду (1586—1614)
  - Гархвал (держава) — Прітві Шах (1552—1614)
  - Горкха (королівство) — Пурна-шах (1570—1605)
  - Султанат Голконда — Мухаммад Кулі Кутб-шах (1580—1612)
  - Джайпур (князівство) — Ман I Сінґх (1589—1614)
  - Джайсалмер (князівство) — Бхім Сінгх (1578—1624)
  - Джодхпур (князівство) — Удай Сінґх (1583—1595)
  - Імперія Великих Моголів — Акбар I Великий (1556—1605)
    - Бенгальська суба — Саїд-хан Чагтай (1587—1594)

  - Канді (королівство) — Раджасінга (1583—1593)
  - Майсур (князівство) — Раджа Водеяр І (1578—1617)
  - Династія Малла — Сіва Сімха Малла (1578—1619)
  - Мевар (князівство) — Пратап Сінґх (1572—1597)
  - Мустанг (королівство) — Дондуб Дорджі (? — ?)
  - Нарвар — Аскаран (1548—1599)
  - Хандеський султанат — Міран Аділ-хан IV (1576—1597)
  - Джафна (держава) — Етірімана Чінкам (1591—1617)
  - Котте (королівство) — Дгармапала (1551—1597)
  - Сітавака — Раджасінга (1581—1593)
  - Губернатор Португальської Індії — Матіас де Альбукерке (1591—1597)
- Індонезія; Південно-Східна Азія
  - Султанат Ачех — Алауддін Ріаят Сіах (1589—1604)
  - Аюттхая (королівство) — Наресуан (1590—1605)
  - Банджармасін (султанат) — Хідаятуллах I (1570—1595)
  - Султанат Бантен — Маулана Мухаммад (1580? — 1596)
  - Брунейська імперія — Мухаммад Хассан (1582—1598)
  - Джамбі (султанат) — Панембахан Кота Бару (1590—1630)
  - Султанат Джохор — Абдул Джаліл-шах II (1571—1597)
  - Дайв'єт — Мак Кінь Тьі (1592—1593)
  - Династія Мак — Мак Мау Хоп (1561—1592); Мак Тоан (1592—1593)
  - Матарам (султанат) — Сутавіджайя (1587—1601)
  - Ланна (держава) — Норахта Мінсо (1578—1608)
  - Лансанг — Кео Кумане (1591—1596)
  - Пагаруюнг — Султан Індонаро (1570—1580/1600)
  - Могн'їн (князівство) — Хсо Хуенг Хпа (1591—1604)
  - Магінданао (султанат) — Гугу Сарікула (1585—1597)
  - М'яу-У — Палаун (1572—1593)
  - Кедах (султанат) — Музаффар-шах III (1547—1602)
  - Нгуєн (тюа) — Нгуєн Хоанг (1558—1613)
  - Пандуранга — По Клаонг Халау (1578—1603)
  - Султанат Сулу — Батара Шах Танга (Пангіран Тіндіг; 1585—1600)
  - Таунгу — Нандабаїн (1581—1599)
  - Тернатський султанат — султан Саїд Баракат-шах (1583—1606)
  - Тідорський султанат — Гапі Багуна (1560—1599)
- Кхмерська імперія — Четта I (1576—1594)
- Накхонситхаммарат (держава) — до 1629 імена невідомі
- Китай; Монголія
  - Тибет — десі (регент-володар) — Нгаван Дракпа Г'ялцен (1576—1603/1604)
    - У-Цанг — Карма Цетен (1565—1599)

  - Династія Мін — Чжу Їцзюнь (1572—1620)
  - Династія Північна Юань — Тумен-Ясаґту-хан (1557—1592); Буян-Сечен-хан (1592—1603)
- Окінава; Королівство Рюкю — Сьо Неі (1588—1620)
- Корея
  - Чосон — Сонджо (1567—1608)
- Середня Азія і Сибір
  - Дербен-Ойрат — КАбіда-Аблай-тайши (1586—1600)
  - Казахське ханство — Тауєкель-хан (1582—1598)
  - Марашіян — Султан-Мурад II (1580—1596)
  - Велика Ногайська Орда — Ураз Мухаммад-бій (1584—1590/1598)
  - Сибірське ханство — Кучум (1563—1598)
  - Хівинське ханство — Хаджи Мухаммад-хан (1558—1593)
  - Держава Шейбанідів — Абдулла-хан II (1583—1598)
  - Яркендське ханство — Мухаммад-хан III (1591—1610)
- Японія — Імператор Ґо-Йодзей (1586—1611)

## Африка
- Алжирський еялет — Хаджи Шабан-паша (1591—1593)
- Аллада (держава) — Копон (1590—1610)
- Ауса (імамат) — Імам Сабраддін Адан (1589—1613)
- Багірмі (королівство) — Абдалах (1568—1608)
- Бамум (держава) — мфон Нгапна (1590—1629)
- Баол (держава) — Амарі Нгоне I (1560—1593)
- Борну — Ідріс III (1570—1602)
- Буганда — Сууна I (1584—1614)
- Ваало — Єрім Мбанік (1583—1592); Єрім Коде (1592—1601)
- Варсангалі (султанат) — гараад Абдал (1585—1612)
- Ваттасиди — Ахмад аль-Мансур (1578—1603)
- Віда (держава) — Хахоло (1580—1620)
- Волоф (держава) — Лат-Самба (1566—1597)
- Імператор Ефіопії — Сарса Денгел (1563—1597)
- Єгипетський еялет — Хадім Хафіз Ахмед-паша (1590—1594)
- Королівство Імерина — Раламбу (1575—1612)
- Кайор — Амарі Нгоне I (1549—1593)
- Койя (королівство) — Фаіима III (1560—1605)
- Королівство Конго — Алвару II (1587—1614)
- Луба (імперія) — Калала Ілунга (1580—1600)
- Імперія Малі — Махмуд IV (1590—1610)
- Мономотапа — мвене-мутапа Гаці Русере (1589—1623)
- Ндонго — Нгола Кіломбо кіа Касенда (1575—1592); Мбанді-а-Нгола (1592—1617)
- Нрі — Езе Нрі Агу (між 1582 і 1677)
- Салум — Салеотане Діуф (1567—1612)
- Сеннар (султанат) — Таїб I (1588—1592); Унсал I (1592—1604)
- Імперія Фута Торо — Гата Кумба I (1586—1600)
- Португальська Західна Африка — Андре Феррейра Перейра (1591—1592); Франсіско де Альмейда (1592—1593)

## Південна Америка
- Віцекоролівство Перу — Гарсія Уртадо де Мендоса (1590—1596)
- Генерал-капітанство Чилі — Алонсо де Сотомайор і Вальмедіано (1583—1592); Педро де Віскарра (1592); Мартін Гарсія Оньєс де Лойола (1592—1598)

## Північна Америка
- Іспанська Флорида — Педро Менендес Маркес (1577—1594)